# 台中市公車268路
台中市公車268路已停駛，停駛前自谷關至上谷關，主要行駛於東關路一段。

## 歷史
- 2011年1月1日：移撥為臺中市公車，原為公路客運6576。
- 2014年7月1日：配合路線整聘需求停駛。由267路替代此線。

## 路線基本資料
每日往返僅一班次。雙向各4站。為台中市公車中最短的路線。
全程行車里2公里，全程行駛時間4分鐘。往上谷關4站，往谷關4站。
自谷關起，經東關路一段到上谷關。

### 停駛前時刻表
- 谷關：05:55
- 上谷關：06:05

### 收費
依里程計費；刷卡八公里免費

### 停站
參見右側站牌路線圖。